# Challenger de Granby 2017

El torneo Challenger de Granby 2017 fue un torneo profesional de tenis. Perteneció al ATP Challenger Series 2017. Se disputó en su 24ª edición sobre superficie dura, en Granby, Canadá entre el 24 al el 30 de julio de 2017.

## Jugadores participantes del cuadro de individuales
| Favorito | País                    | Jugador           | Rank1 | Posición en el torneo |
| -------- | ----------------------- | ----------------- | ----- | --------------------- |
| 1        | Bandera de Eslovenia    | Blaž Kavčič       | 98    | CAMPEÓN               |
| 2        | Bandera de Canadá       | Peter Polansky    | 128   | FINAL                 |
| 3        | Bandera de Japón        | Go Soeda          | 145   | Segunda ronda         |
| 4        | Bandera de Canadá       | Denis Shapovalov  | 161   | Semifinales           |
| 5        | Bandera de China Taipéi | Jason Jung        | 164   | Primera ronda         |
| 6        | Bandera de Francia      | Vincent Millot    | 169   | Primera ronda         |
| 7        | Bandera de Japón        | Tatsuma Ito       | 170   | Cuartos de final      |
| 8        | Bandera de Japón        | Yasutaka Uchiyama | 172   | Cuartos de final      |

- 1 Se ha tomado en cuenta el ranking del 17 de julio de 2017.

### Otros participantes
Los siguientes jugadores recibieron una invitación (wild card), por lo tanto ingresan directamente al cuadro principal (WC):
- Philip Bester
- Frank Dancevic
- Filip Peliwo
- Benjamin Sigouin

Los siguientes jugadores ingresan al cuadro principal tras disputar el cuadro clasificatorio (Q):
- Liam Broady
- Marinko Matosevic
- Bradley Mousley
- Kaichi Uchida

## Campeones

### Individual Masculino
- Blaž Kavčič derrotó en la final a  Peter Polansky, 6–3, 2–6, 7–5

### Dobles Masculino
- Joe Salisbury /  Jackson Withrow derrotaron en la final a  Marcel Felder /  Go Soeda, 4–6, 6–3, [10–6]